# قرار لاهور

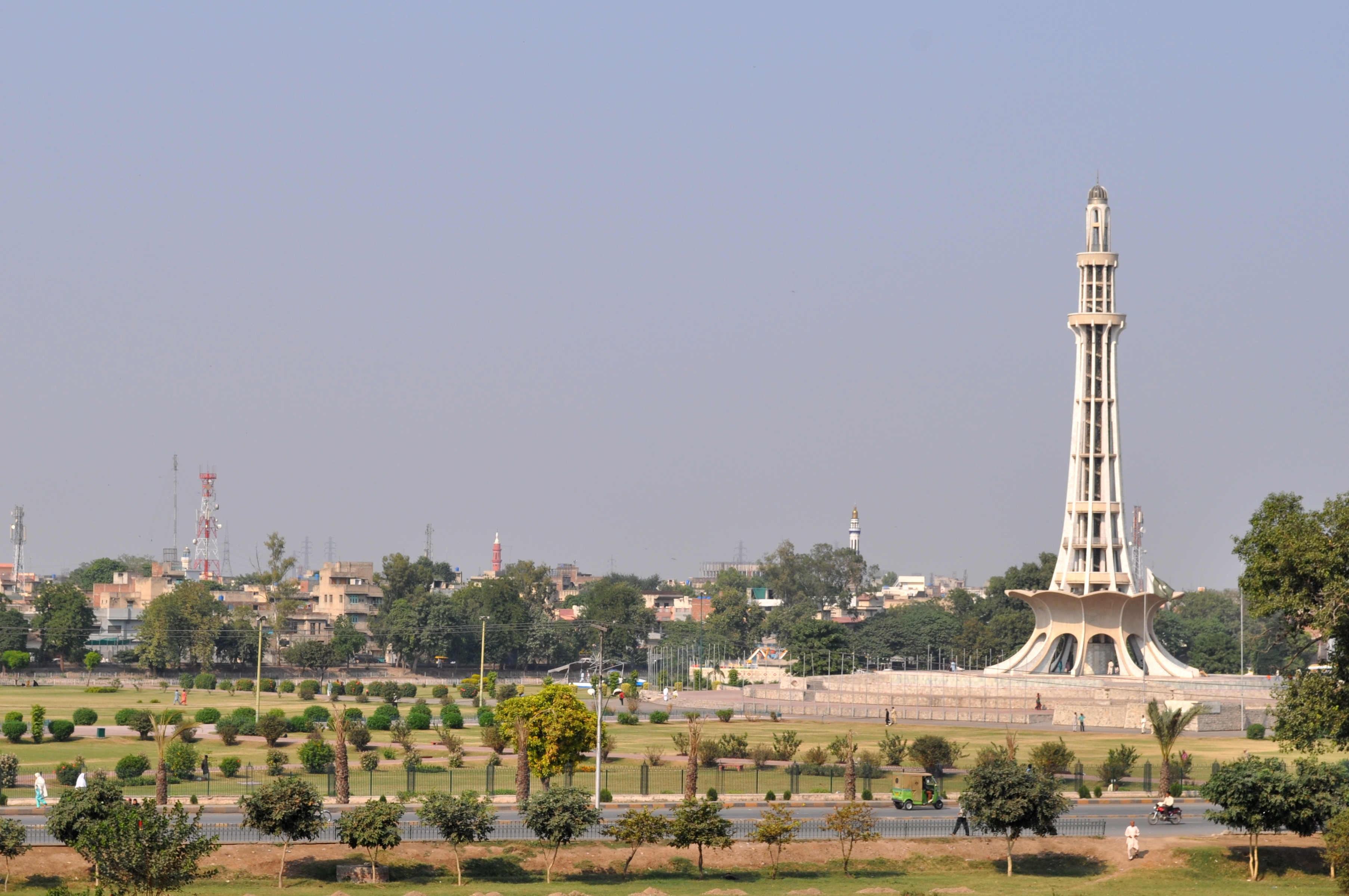
منارة باكستان,أين جرى الاتفاق على قرار لاهور.

قرار لاهور، والمعروف أيضا باسم «قرار باكستان»،  هو بيان رسمي سياسي اعتمدته رابطة مسلمي عموم الهند أثناء دورة الثلاثة أيام في لاهور ما بين 22 و24 مارس من عام 1940، والذي دعا لإنشاء «دولة مستقلة» للمسلمين في شمال غرب وشرق الهند البريطانية. وقد كانت المقاطعات المكونة للهند ستكون مستقلة وذات سيادة. قدم القرار فضل الحق، رئيس وزراء ولاية البنغال. وفسر لاحقا بأنها طلب إقامة دولة إسلامية منفصلة واحدة، تدعى باكستان.

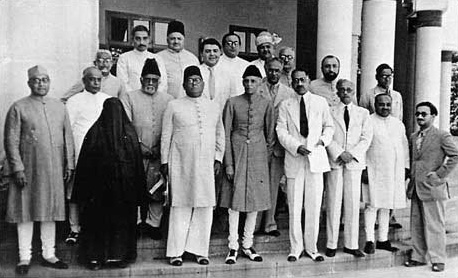
لجنة العمل للرابطة الإسلامية في جلسة لاهور

على الرغم من أن اسم «باكستان»، كان قد اقترحه شودري رحمة علي في كتابه إعلان باكستان  في عام 1933، إلا أن محمد علي جناح وغيره من القادة تمسكوا باعتقادهم في الوحدة بين الهندوس والمسلمين. ولكن المناخ السياسي المتقلب أعطى دعما أقوى لفكرة قيام دولة للمسلمين.